# Anoplanomala carneola
Anoplanomala carneola är en skalbaggsart som beskrevs av Gilbert John Arrow 1911. Anoplanomala carneola ingår i släktet Anoplanomala och familjen Rutelidae. Inga underarter finns listade i Catalogue of Life.